# 沙河店镇 (驻马店市)
沙河店镇，是中华人民共和国河南省驻马店市驿城区下辖的一个乡镇级行政单位。

## 行政区划
沙河店镇下辖以下地区：
沙西村、沙东村、杨庄村、万庄村、大李庄村、温庄村、和崔村、会合幕村、闫台村、苇子园村、崔楼村、靳楼村、虎狼店村、刘河村、山湾村和赵尧村。